# Шриниваса Ачарья
Шринива́са Ача́рья (IAST: Śrinivāsa Ācārya, 15 мая 1517—??) — кришнаитский святой и выдающийся проповедник один из самых известных деятелей гаудия-вайшнавизма «второго поколения» после современников Чайтаньи. В конце XVI — начале XVII века, наряду с Нароттамой и Шьяманандой, Шриниваса был одним из духовных лидеров гаудия-вайшнавов, Шриниваса был учеником Дживы Госвами — выдающегося гаудия-вайшнавского теолога, принадлежавшего к группе вриндаванских госвами. Шриниваса активно занимался миссионерской деятельностью в Восточной Индии. Дочерью Шринивасы была гаудия-вайшнавская святая Хемалата Тхакурани.